# Parnas (gora)
Parnas (grško Παρνασσός, latinizirano: Parnassos) je apnenčasta gora v osrednji Grčiji nad Delfi, severno od Korintskega zaliva. Z nje je panoramski razgled na okoliške oljčne nasade in podeželje. Po grški mitologiji je bila posvečena Dionizu in dionizijskim skrivnostim; posvečena je bila tudi Apolonu in nimfi Korikiji, gora je bila dom Muz. Občudovali so jo tudi Dorci. Po neki teoriji beseda parna izhaja iz istega korena kot beseda v luvijščini v pomenu hiša.

## Vrhovi
Najvišji vrh v pogorju je Liakura (Λιάκουρα) z 2455 metri. 
Drugi vrhovi so:
- Tsarkos (Τσάρκος), 2415 m
- Gerontovrahos (Γεροντόβραχος), 2395 m
- Kalojiros (Καλόγηρος), 2327 m
- Mavra Litarija (Μαύρα Λιθάρια), 2326 m
- Vojdomati (Βοϊδομάτι), 1947 m
- Petritis (Πετρίτης), 1923 m
- Pirgakija (Πυργάκια), 1718 m

## Mitologija
Gora Parnas je dobila ime po Parnasu, sinu nimfe Kleodore in smrtnika Kleopompa. Bilo je tudi mesto, v katerem je vladal Parnas, a je bilo poplavljeno zaradi hudih nalivov. Prebivalci so se umikali pred poplavami, sledili so zavijanju volkov po pobočju gore. Preživeli so zgradili novo mesto in ga imenovali Likoreja, kar v grščini pomeni "zavijanje volkov." Ko je Orfej živel  z materjo in svojimi osmimi lepimi tetami na Parnasu, je srečal Apolona, ki je dvoril smejoči se muzi Taliji. Apolon je bil naklonjen Orfeju. Dal mu je majhno zlato liro in ga naučil igrati nanjo. Orfejeva mati ga je naučila peti verze. Ker so bili Delfi preročišče in svetišče boga Apolona, je gora postala povezana z Apolonom. Po nekaterih izročilih na Parnasu izvira kastalijski studenec in je sedež Muz; po drugih navedbah je ta čast pripadla gori Helikon. Kot sedež Muz je Parnas postal znan kot dom poezije, glasbe in učenja.
Parnas je bil tudi prizorišče številnih manj pomembnih dogodkov v grški mitologiji.
- V nekaterih različicah grškega vesoljnega potopa se je Devkalionova barka zasidrala na pobočjih Parnasa. To je različica mita iz Ovidovih Metamorfoz.
- Orest se je skrival na gori Parnas.
- Parnas je bil dom boga Dioniza.
- Korikijska pečina na pobočjih Parnasa je posvečena bogu Panu in Muzam.
- V 19. knjigi Odiseja Odisej pripoveduje zgodbo o tem, kako se je v svoji mladosti na gori Parnas zabodel v stegno med lovom na prašiča.

Parnas je bil tudi dom  Belerofontovega krilatega konja Pegaza.  

## Parnas v umetnosti
Ime Parnas se je v umetnosti tako razširilo, da je danes sinonim za dom poezije, književnosti in znanja. Montparnasse v Parizu v Franciji ima ime po Parnasu. Tu so se zbirali umetniki in pesniki ter recitirali svoje pesmi, (le) Mont Parnasse je postal Montparnasse.

## Parnas danes
Danes sta na pobočju gore Parnas dve smučarski središči, Kelarija in Fterolaka, ki sta skupaj največje smučarsko središče v Grčiji. Manjše smučišče (le dve vlečnici) Gerontora je na grebenu Kelarije. Parnas je znan po boksitu, surovini za aluminij. 
Gradnja smučišča se je začela leta 1975 in je bila končana leta 1976, ko sta prvi dve vlečnici začeli delovati na Fterolaki. Leta 1981 je bila gradnja novega smučišča končana v Kelariji, v zimski sezoni 1987/88 je začela delovati sedežnica Hermes in povezala obe smučišči. Širitev se je nadaljevala leta 1993, ko je bil nameščen prvi hitri četverček v Grčiji, imenovan Herkules. Danes ima smučišče 14 dvigal, štirisedežno kabinsko žičnico, štirisedežnico visoke hitrosti, štiri trisedežnice, eno dvesedežnico in šest vlečnic z največjo zmogljivostjo približno 5000 ljudi na uro. Smučarsko središče ima 25 označenih tekaških prog in okoli 12 smučarskih prog v dolžini 30 km, najdaljša proga je dolga 4 km.

## Parnas v umetnosti

### Slikarstvo
Do 18. stoletja je bil Parnas z Apolonom in muzami zelo pogosta tema:
- Parnas: Rafaelova freska (1511) v "Stanzi della Segnatura", ki je celo bolj znano delo kot Atenska šola,
- Apolon in Muze s Parnasa, Nicolas Poussin,
- Parnassbrunnen v Calenberger Neustadt v Hannovru, Girolamo Sartorio, 1671, [4]
- Parnas, umetna skala, izvirni kip Apolona in Muz v Hermitageu (Bayreuth) iz zgodnjega 18. stoletja,
- Muze gore Parnas v rokokojskem vrtu Veitshöchheim, 1765, Ferdinand Tietz. Umeten kamen s kipi Apolona, muz in krilatega Pegaza, zgrajena sredi velikega jezera,
- Parnas, slike Antona Raphaela Mengsa;

v 20. stoletju:
- Ad Parnassum, slike Paul Klee.

### V glasbi
- Vpliven glasbeni teoretik, dvorni dirigent in skladatelj Johann Joseph Fux je napisal učbenik v 18. stoletju Gradus ad Parnassum. Učbenik za kontrapunkt je bil pomemben umetniški napredek in korak k skladateljevi popolnosti. [5]
- Učitelj klavirja in skladatelj Muzio Clementi je leta 1826 objavil svoje najbolj znano delo z naslovom Gradus ad Parnassum (op. 44), ki je sestavljeno iz klavirskih etud in drugih zahtevnejših del.
- Prvi del suite za klavir Otroški kotiček (1908) Claudea Debussyja ima naslov Doctor Gradus ad Parnassum.

### V literaturi
- Parnassus plays: zbirka angleške renesančne dramatike, objavljena 1598–1602. [6]
- El Parnasso Español, monte en dos Cumbres dividido, con las Nueve Musas castellanas. Pesmi španskega pesnika Francisca de Queveda y Villegasa (1580–1645), objavljene leta 1648. [7]
- Evrard Titon du Tillet je leta 1732 objavil zbirko francoskih pesnikov in glasbenikov v svojih Parnasse françois, suivi des Remarques sur la poësie et la musique et sur l’excellence de ces deux beaux-arts avec des observations particulières sur la poësie et la musique françoise et sur nos spectacles [8].
- Louis-Edmé Billardon de Sauvigny je leta 1773 v Parizu izdal  Parnasse des Dames ou choix de pièces de quelques femmes célébres en littérature heraus. [9]
- Le Parnasse contemporain: Zbirka treh zvezkov pesmi se je v Franciji pojavila med letoma 1866 in 1876.